# Araneus arganicola
Araneus arganicola este o specie de păianjeni din genul Araneus, familia Araneidae, descrisă de Simon, 1909.
Este endemică în Morocco. Conform Catalogue of Life specia Araneus arganicola nu are subspecii cunoscute.